# Teletoon
A Teletoon egy kanadai kábelcsatorna volt, mely animációs programokat sugároz és a Teletoon Canada Inc. üzemeltetett. A televíziónak az angolon kívül volt egy francia változata is, a Télétoon. A Teletoon az amerikai Cartoon Network sorozatait vetítette. Magyarországon pedig mind a Disney Channelen, mind a Cartoon Networkön láthatók Teletoon gyártású produkciók.

## Története
A televíziót 1996-ban jegyezték be a kanadai médiahatóságnál, a csatorna 1997. október 17-én debütált a Caillou-val. A csatorna tulajdonosai a The Family Channel Inc. 53,3%-kal, a YTV Canada Inc. 26,7%-kal, a Cinar és Nelvana pedig 10-10%-kal voltak. Az évek során sok tulajdonoscsere volt, majd végül a tulajdonosok az Astral Media és a Corus Entertainment lettek, mindkettő 50% tulajdonjoggal.
2012. április 18-án elindult a csatorna HD felbontású adása, mely elérhető az EastLinknél, a Cogeco Cable-nél, a Bell TV-nél, a Telus Optik TV-nél és a Rogers Cable-nél.
2023. február 21-én a Corus bejelentette, hogy a Teletoon-t 2023. március 27-én Cartoon Network névre keresztelik. Ez utóbbi márka két korábbi kanadai inkarnációban is létezett a Corus tulajdonában, 2012-től kezdve, a második pedig 2015-ben váltotta fel a Teletoon Retro-t. Utóbbi jelenlegi csatornatere ezzel párhuzamosan újraindul a Cartoon Network testvérmárkája, a Boomerang alatt; a Teletoon márkát továbbra is a Teletoon+ streaming szolgáltatásaként használják majd, de az új márkanév több mint 25 éves működés után véget vet a márka angol nyelvű speciális csatornaként való jelenlétének.

## Programblokkok

### Jelenlegi
- Long Live Saturdays – Szombat délelőttönként sugározzák. Olyan műsorokat vetít, mint a Jimmy Cool, a Scooby-Doo: Rejtélyek nyomában és a Johnny Test.
- Can't Miss Thursdays – Este 6 és 9 óra között sugározzák. Ebben a blokkban adják a Kalandra fel-t, a Rocket Monkeys-t, a Sárkányok – A Hibbant-sziget harcosait, a Mudpit-ot, a Just Kidding-et és a Totál Dráma sorozat évadjait.
- Superfan Friday – Pénteken este 7 és 9 óra között sugározzák. Az első órában DC Comics, a második órában Marvel Comics szuperhősökről szóló sorozatokat adnak, mint pl. a Batman: A bátor és a vakmerő, a Zöld Lámpás és az Avengers: Earth's Mightiest Heroes. Hasonlít a már megszűnt Action Force blokkhoz.
- Camp Teletoon – Nyári szünet (július-augusztus) idején adják reggelente, és a csatorna legnépszerűbb sorozatait és filmjeit adja. 2009 nyarán helyette a Laugh Riot blokk indult, de 2012-től ismét sugározzák.
- Teletoon at Night – Este 9 és hajnali 4 között sugároz, célközönsége a felnőttek és a tinédzserek. 2002-ben indult The Detour néven, majd 2008-ban átnevezték Teletoon Detour névre, jelenlegi nevét pedig 2009-ben kapta. Francia megfelelője a Télétoon csatornán megy Télétoon la nuit néven. Műsorai közé tartozik a Futurama, a Family Guy, az Amerikai fater, a Robot Chicken és a The Dating Guy, 2019. április 1-jén megszűnt.
- Cartoon Network Sneak Peak

### Korábbi programblokkok
A csatorna 1997-ben döntött úgy, hogy különböző témájú blokkokat indít:
- Claymation for Pre-School (6:00-15:00)
- Cel animation for Kids (03:00-18:00)
- Collage for Family (6:00-21:00)
- Paper mache for Adult (21:00-04:00)

A felnőtt blokk műsorait a Cuppa Coffee Studio készítette.
- Teletoon Kapow! – 2003 szeptemberében indult. Műsorai közt szerepelt A tini nindzsa teknőcök legújabb kalandjai, a Spider Riders , a MegaMan NT Warrior és a The Batman. 2006 szeptemberében szűnt meg, helyére a Spin Cycle blokk került.
- Spin Cycle – 2006 szeptemberében indult a Teletoon Kapow! helyett. Hétköznap esténként 19:00 és 20:00 között sugárzott. 2007 januárjában szünetelt, majd február 5-én újraindult. Később csak péntekenként sugárzott délután 4 és este 6 óra között, majd szeptember 3-tól visszaállt minden hétköznapra.
- Laugh Riot – Hétköznaponként sugárzott reggel 7 és 9 óra között. Műsorai közt volt a Mit rejt Jimmy koponyája?, a Chowder és a Jimmy Cool.
- 3 Hours of Awesome – Hétfőtől csütörtökig sugárzott este 6 és 9 óra között.
- Teletoon Retro – A Teletoon klasszikus műsorait sugározta. 2007 őszén indították el ezt az adót. Műsorai közt van a Tom és Jerry új kalandjai, a The Bugs Bunny & Tweety Show, a Scooby-Doo, a Frédi és Béni, avagy a két kőkorszaki szaki, a The Raccoons, a Jetson család,  A rózsaszín párduc és a Fat Albert and the Cosby Kids.
- Action Force – Vasárnaponként sugárzott délután 4 órától. Műsorai közt volt a Szombaték titkos világa, a Bakugan, a Chop Socky Chooks, A flúgos csapat, a Wolverine and the X-Men, a Johnny Test, az Iron Man: Armored Adventures, a Chaotic, a The Super Hero Squad Show és A Pókember legújabb kalandjai.

## Saját gyártású műsorai
| Teletoon / Télétoon saját gyártású műsorai | Teletoon / Télétoon saját gyártású műsorai | Teletoon / Télétoon saját gyártású műsorai | Teletoon / Télétoon saját gyártású műsorai | Teletoon / Télétoon saját gyártású műsorai | Teletoon / Télétoon saját gyártású műsorai | Teletoon / Télétoon saját gyártású műsorai | Teletoon / Télétoon saját gyártású műsorai | Teletoon / Télétoon saját gyártású műsorai | Teletoon / Télétoon saját gyártású műsorai | Teletoon / Télétoon saját gyártású műsorai | Teletoon / Télétoon saját gyártású műsorai | Teletoon / Télétoon saját gyártású műsorai | Teletoon / Télétoon saját gyártású műsorai | Teletoon / Télétoon saját gyártású műsorai | Teletoon / Télétoon saját gyártású műsorai | Teletoon / Télétoon saját gyártású műsorai | Teletoon / Télétoon saját gyártású műsorai |
| 1990-es évek                               | 1990-es évek                               | 1990-es évek                               | 2000-es évek                               | 2000-es évek                               | 2000-es évek                               | 2000-es évek                               | 2000-es évek                               | 2000-es évek                               | 2000-es évek                               | 2000-es évek                               | 2000-es évek                               | 2000-es évek                               | 2010-es évek                               | 2010-es évek                               | 2010-es évek                               | 2010-es évek                               |                                            |
| 1997                                       | 1998                                       | 1999                                       | 2000                                       | 2001                                       | 2002                                       | 2003                                       | 2004                                       | 2005                                       | 2006                                       | 2007                                       | 2008                                       | 2009                                       | 2010                                       | 2011                                       | 2012                                       | 2013                                       |                                            |
| ------------------------------------------ | ------------------------------------------ | ------------------------------------------ | ------------------------------------------ | ------------------------------------------ | ------------------------------------------ | ------------------------------------------ | ------------------------------------------ | ------------------------------------------ | ------------------------------------------ | ------------------------------------------ | ------------------------------------------ | ------------------------------------------ | ------------------------------------------ | ------------------------------------------ | ------------------------------------------ | ------------------------------------------ | ------------------------------------------ |
| Captain Star                               | Captain Star                               | Angela Anaconda                            | Angela Anaconda                            | Angela Anaconda                            | Angela Anaconda                            | Okostojások                                | Okostojások                                | Okostojások                                | Okostojások                                | George a dzsungelben                       | George a dzsungelben                       | Felspannolva                               | Felspannolva                               | Felspannolva                               | Felspannolva                               | Felspannolva                               |                                            |
| Ned varázsgőtéje                           | Ned varázsgőtéje                           | Ned varázsgőtéje                           |                                            | Doodlez                                    | Kaput and Zosky                            | Kaput and Zosky                            | 6teen                                      | 6teen                                      | 6teen                                      | 6teen                                      | 6teen                                      | 6teen                                      | 6teen                                      | Vár a vár                                  | Vár a vár                                  | Vár a vár                                  |                                            |
| Blazing Dragons                            | Blazing Dragons                            | Cybersix                                   |                                            | Mi a pálya, Mimi?                          | Mi a pálya, Mimi?                          | Mi a pálya, Mimi?                          | Tofuék                                     | Tofuék                                     | Tofuék                                     | Tofuék                                     | Fred                                       | Zoo                                        | Skatoony (Észak-Amerika)                   | Skatoony (Észak-Amerika)                   | Skatoony (Észak-Amerika)                   | Skatoony (Észak-Amerika)                   |                                            |
| Animal Crackers                            | Animal Crackers                            | Fly Tales                                  |                                            | Sharon naplója                             | Sharon naplója                             | Sharon naplója                             | Sharon naplója                             | Sharon naplója                             | Di-Gata Defenders                          | Di-Gata Defenders                          | Di-Gata Defenders                          | Stoked                                     | Stoked                                     | Stoked                                     | Stoked                                     | Stoked                                     |                                            |
|                                            |                                            |                                            |                                            | The Ripping Friends                        | The Ripping Friends                        | My Dad the Rock Star                       | My Dad the Rock Star                       | My Dad the Rock Star                       | Chaotic                                    | Chaotic                                    | Chaotic                                    | Chaotic                                    | Chaotic                                    | The Amazing Spiez!                         | The Amazing Spiez!                         | The Amazing Spiez!                         |                                            |
|                                            |                                            |                                            |                                            | Andy, a vagány                             | Andy, a vagány                             | Andy, a vagány                             | Andy, a vagány                             | Andy, a vagány                             | Andy, a vagány                             | Andy, a vagány                             | Chop Socky Chooks                          | Jimmy Cool                                 | Jimmy Cool                                 | Jimmy Cool                                 |                                            | Rakéta majmok                              |                                            |
|                                            |                                            |                                            |                                            | Született kémek                            | Született kémek                            | Született kémek                            | Született kémek                            | Született kémek                            | Született kémek                            | Született kémek                            | Született kémek                            | Spliced                                    | Spliced                                    | Spliced                                    | Spliced                                    | Spliced                                    |                                            |
|                                            |                                            |                                            |                                            |                                            | Rube, a csodabogár                         | Rube, a csodabogár                         | Atom Betty                                 | Atom Betty                                 | Atom Betty                                 | Atom Betty                                 | Atom Betty                                 | MetaJets                                   | MetaJets                                   | MetaJets                                   | MetaJets                                   | MetaJets                                   |                                            |
|                                            |                                            |                                            |                                            | John Callahan's Quads!                     | John Callahan's Quads!                     | Ratz                                       | Miss Spider és a Napsugár rét lakói        | Miss Spider és a Napsugár rét lakói        | Miss Spider és a Napsugár rét lakói        | Miss Spider és a Napsugár rét lakói        | Miss Spider és a Napsugár rét lakói        |                                            |                                            | Vámpírunk, a gyerekcsősz                   | Vámpírunk, a gyerekcsősz                   | Vámpírunk, a gyerekcsősz                   |                                            |
|                                            |                                            |                                            | Maggie and the Ferocious Beast             | Maggie and the Ferocious Beast             | Maggie and the Ferocious Beast             | Maggie and the Ferocious Beast             | Maggie and the Ferocious Beast             | Maggie and the Ferocious Beast             | Maggie and the Ferocious Beast             | Totál Dráma                                | Totál Dráma                                | Totál Dráma                                | Totál Dráma                                | Totál Dráma                                | Totál Dráma                                | Totál Dráma                                |                                            |
|                                            |                                            |                                            |                                            | Untalkative Bunny                          | Untalkative Bunny                          | Untalkative Bunny                          | Untalkative Bunny                          | Delilah and Julius                         | Delilah and Julius                         | Delilah and Julius                         | Delilah and Julius                         | Majority Rules                             | Majority Rules                             | Majority Rules                             | Majority Rules                             | Majority Rules                             |                                            |
|                                            |                                            |                                            |                                            |                                            | Pig City                                   | Olliver's Adventures                       | Olliver's Adventures                       | Sons of Butcher                            | Sons of Butcher                            | Útszéli suli                               | Útszéli suli                               | W's World                                  | W's World                                  | W's World                                  |                                            |                                            |                                            |
|                                            |                                            |                                            |                                            |                                            |                                            |                                            |                                            | Gerald                                     | Spider Riders                              | Spider Riders                              | Punch!                                     | The Dating Guy                             | The Dating Guy                             | Dzsungelriportok: A mentőakció             | Fugget About It                            | Fugget About It                            |                                            |
|                                            |                                            |                                            |                                            |                                            |                                            |                                            |                                            | Carl Squared                               |                                            |                                            |                                            |                                            |                                            |                                            |                                            |                                            |                                            |
|                                            |                                            |                                            |                                            |                                            |                                            |                                            |                                            | Class of the Titans                        | Class of the Titans                        | Class of the Titans                        | Class of the Titans                        | Kedvenc Ed                                 | Kedvenc Ed                                 | Kedvenc Ed                                 | Kedvenc Ed                                 | Kedvenc Ed                                 |                                            |
| Ned varázsgőtéje                           | Ned varázsgőtéje                           | Ned varázsgőtéje                           |                                            |                                            |                                            |                                            |                                            |                                            | Johnny Test                                | Johnny Test                                | Johnny Test                                | Johnny Test                                | Johnny Test                                | Johnny Test                                | Johnny Test                                | Johnny Test                                | Johnny Test                                |
|                                            |                                            |                                            |                                            | Family Pants                               | Family Pants                               | Family Pants                               | Family Pants                               | Family Pants                               | Family Pants                               | Iggy Arbuckle                              | Quest világa                               | Quest világa                               | Spliced                                    | Detentionaire                              | Detentionaire                              |                                            |                                            |
| Caillou                                    | Caillou                                    | Caillou                                    | Caillou                                    | Caillou                                    | Caillou                                    | Caillou                                    | Caillou                                    | Caillou                                    | Caillou                                    |                                            |                                            |                                            |                                            | Crash Canyon                               | Crash Canyon                               | Crash Canyon                               |                                            |
|                                            |                                            |                                            |                                            |                                            |                                            |                                            | Zeroman                                    | Zeroman                                    |                                            | Ricky Sprocket                             | Ricky Sprocket                             | Ricky Sprocket                             | My Life Me                                 | My Life Me                                 | My Life Me                                 | My Life Me                                 |                                            |

## Fordítás
Ez a szócikk részben vagy egészben  a   Teletoon (Canadian TV channel) című angol Wikipédia-szócikk fordításán alapul.  Az eredeti cikk szerkesztőit annak laptörténete sorolja fel. Ez a jelzés csupán a megfogalmazás eredetét és a szerzői jogokat jelzi, nem szolgál a cikkben szereplő információk forrásmegjelöléseként.